# Сариньена (футбольный клуб)
«Сариньена» (исп. CD Sariñena) — испанский футбольный клуб из одноимённого города, в провинции Уэска в автономном сообществе Арагон. Клуб основан в 1945 году, гостей принимает на арене «Эль-Кармен», вмещающей 4000 зрителей. В Примере и Сегунде команда никогда не выступала, лучшим результатом является 20-е в Сегунде B в сезоне 2013/14.

## Сезоны по дивизионам
- Сегунда B - 1 сезон
- Терсера - 34 сезона
- Региональные лиги - 19 сезонов

## Достижения
- Терсера
  - Победитель: 2012/13